# 15 czerwca
15 czerwca jest 166. (w latach przestępnych 167.) dniem w kalendarzu gregoriańskim. Do końca roku pozostaje 199 dni.

## Święta
- Imieniny obchodzą: Abraham, Adelajda, Albertyna, Angelina, Benilda, Bernard, Dula, Edburga, Eutropia, Germana, Hezychiusz, Izolda, Jolanta, Leonida, Liba, Lotar, Oliwia, Placyda, Wisław, Wisława, Wit, Witold, Witolda i Witosław
- Dania – Dzień Flagi
- Międzynarodowe:
  - Światowy Dzień Świadomości Znęcania się nad Osobami Starszymi (od 2006 roku jako Światowy Dzień Praw Osób Starszych z inicjatywy organizacji zajmującej się walką ze znęcaniem się nad osobami starszymi); od 2012 w ONZ, rezolucja 66/127 z 9 marca 2012[1]
  - Światowy Dzień Wiatru (Europejski Dzień Wiatru 2007–2008, paneuropejska kampania na rzecz promocji wiatru jako odnawialnego i czystego źródła energii[2], od 2009 Światowy Dzień Wiatru, ang. Global Wind Day[3])
- Polska – Ogólnopolski Dzień Dogoterapii[4] (od 2007 roku)
- Święto Akademii Sztuki Wojennej[5] (od 2020 roku)
- Wspomnienia i święta w Kościele katolickim[6][7] obchodzą:
  - bł. Albertyna Berkenbrock (dziewica i męczennica)
  - św. Alojzy Maria Palazzolo (prezbiter)
  - bł. Jolenta Helena (bł. Jolanta, księżna, zakonnica, siostra św. Kingi)
  - bł. Klemens Vismara (apostoł Birmy)
  - św. Wit (męczennik, jeden z czternastu Świętych Wspomożycieli)

## Wydarzenia w Polsce
- 1260 – Książę mazowiecki Siemowit I zawarł z zakonem krzyżackim układ w Troszynie skierowany przeciwko plemieniu Jaćwingów. Krzyżacy w zamian za pomoc militarną obiecali przekazać księciu szóstą część ziemi zdobytej na Jaćwingach.
- 1418 – Książę warszawski Janusz I Starszy nadał Łomży prawa miejskie oparte na prawie chełmińskim.
- 1528 – W Toruniu otwarto mennicę królewską.
- 1606 – Podpisano uniwersał zjazdu lubelskiego, który przygotowywał rokosz Zebrzydowskiego – bunt szlachty przeciwko królowi Zygmuntowi III Wazie.
- 1637 – Założono Kurkowe Bractwo Strzeleckie w Środzie Wielkopolskiej.
- 1794 – Insurekcja kościuszkowska: komendant Krakowa Ignacy Wieniawski poddał miasto bez walki Prusakom.
- 1818 – Wmurowano kamień węgielny pod budowę warszawskiego kościoła św. Aleksandra.
- 1819 – Namiestnik Królestwa Polskiego Józef Zajączek zniósł wolność prasy i wprowadził cenzurę prewencyjną.
- 1827 – W Pałacu Krasińskich w Warszawie odbyła się pierwsza sesja Sądu Sejmowego pod przewodnictwem Piotra Bielińskiego, powołanego dla osądzenia osób podejrzanych o przynależność do Towarzystwa Patriotycznego: ks. Konstantego Dembka, Wojciecha Grzymały, Seweryna Krzyżanowskiego, Franciszka Majewskiego, Andrzeja Plichty, Stanisława Sołtyka, Stanisława Zabłockiego i Romana Załuskiego.
- 1850 – W Pałacu Działyńskich w Poznaniu otwarto Wystawę Rzemiosła Polskiego.
- 1861 – Dominik Zoner założył najstarszy w Łodzi zakład fotograficzny przy ul. Konstantynowskiej 3 (obecnie ul. Legionów).
- 1862 – Ukraiński rewolucjonista Andrij Potebnia dokonał w Ogrodzie Saskim w Warszawie zamachu na namiestnika Królestwa Polskiego Aleksandra Lüdersa, ciężko go raniąc.
- 1863:
  - Powstanie styczniowe: porażka powstańców w bitwie pod Lututowem.
  - W powiecie oszmiańskim wojska rosyjskie rozbiły oddział dowódcy powstańczego Zygmunta Mineyki. Sam Mineyko został schwytany i skazany na 12 lat ciężkiej pracy na Syberii.
- 1867 – Założono Archiwum Akt Dawnych w Warszawie.
- 1912 – Założono klub sportowy Warta Poznań.
- 1914 – We Lwowie rozpoczęła się wystawa motorów drobnoprzemysłowych.
- 1934:
  - Minister spraw wewnętrznych Bronisław Pieracki został postrzelony przed budynkiem Klubu Towarzyskiego przy ul. Foksal w Warszawie przez Hryhorija Maciejkę, członka Organizacji Ukraińskich Nacjonalistów (OUN), w wyniku czego zmarł w szpitalu tego samego dnia.
  - Wizyta Josepha Goebbelsa w Krakowie.
- 1940 – Niemcy utworzyli getto żydowskie w Kutnie.
- 1942 – Niemcy utworzyli getto żydowskie w Staszowie.
- 1961 – Założono wielosekcyjny klub sportowy Górnik Jastrzębie[8].
- 1964 – Premiera komedii filmowej Żona dla Australijczyka w reżyserii Stanisława Barei.
- 1969 – W zderzeniu pociągu osobowego z lokomotywą pod Kościerzyną zginęło 7 osób, a 14 zostało rannych.
- 1974 – Ogłoszono amnestię.
- 2007 – Rozpoczął się VII zjazd gnieźnieński.
- 2009 – Jerzy Buzek wstąpił do Platformy Obywatelskiej.

## Wydarzenia na świecie

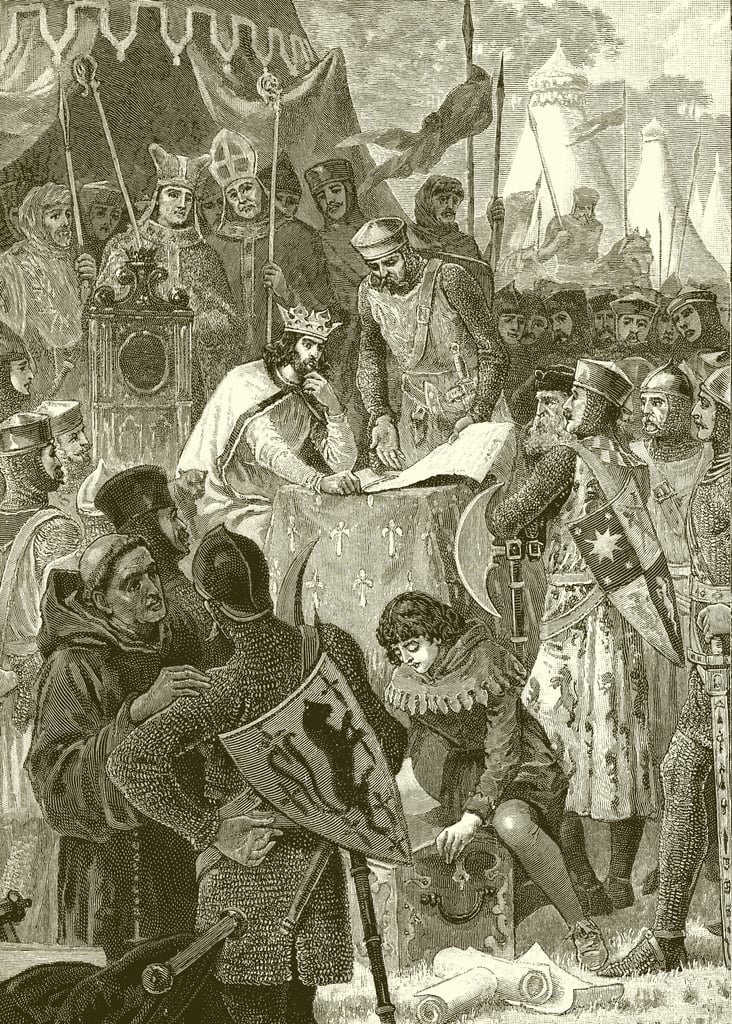
Jan bez Ziemi podpisuje Wielką Kartę Swobód (1215)

- 763 p.n.e. – Asyryjscy astrolodzy odnotowali zaćmienie Słońca.
- 923 – Podczas wojny domowej w królestwie Franków stoczono bitwę pod Soissons.
- 1094 – Hiszpański rycerz Cyd Waleczny wyzwolił Walencję spod panowania Almorawidów.
- 1184 – król Norwegii Magnus V zginął w bitwie morskiej w fiordzie Sogne z pretendentem do tronu Sverre Sigurdssonem.
- 1215 – Król Anglii Jan bez Ziemi nadał Wielką Kartę Swobód.
- 1219 – Według legendy podczas bitwy pod Lyndanisse, będącej częścią krucjaty króla Waldemara II Zwycięskiego do Estonii, z nieba spadła późniejsza flaga Danii (Dannebrog), najstarsza obecnie używana flaga w Europie.
- 1232 – Wojna lombardzka: miała miejsce bitwa pod Agridi.
- 1246 – Pyrrusowe zwycięstwo wojsk austriackich nad węgierskimi w bitwie nad Litawą, w czasie której poległ książę Austrii Fryderyk II Bitny.
- 1389 – Klęska wojsk serbskich w bitwie na Kosowym Polu, w trakcie której polegli król Serbii Łazarz I Hrebeljanović (lub stracony po bitwie, 28 czerwca) i sułtan Murad I.
- 1429 – Wojna stuletnia: zwycięstwo wojsk francuskich nad angielskimi w bitwie pod Meung-sur-Loire.
- 1467 – Karol Zuchwały został księciem Burgundii.
- 1502 – Krzysztof Kolumb odkrył Martynikę.
- 1520 – Papież Leon X ogłosił bullę Exsurge Domine potępiającą poglądy i działania Marcina Lutra.
- 1580 – Król Hiszpanii Filip II Habsburg skazał na banicję stadhoudera Niderlandów Wilhelma I Orańskiego i wyznaczył nagrodę za jego głowę.
- 1637 – Wojna trzydziestoletnia: mieszkańcy Saint-Tropez odparli ogniem z artylerii z miejscowej cytadeli atak 21 hiszpańskich galer.
- 1702 – Wojna o sukcesję hiszpańską: po dwumiesięcznym oblężeniu skapitulowała przed wojskami alianckimi francuska załoga twierdzy Kaiserswerth.
- 1752 – Benjamin Franklin udowodnił, że piorun jest zjawiskiem elektrycznym.
- 1775 – Wojska rosyjskie rozpoczęły likwidację Siczy Zaporoskiej.
- 1785 – Podczas próby przelotu nad kanałem La Manche w katastrofie balonu zginęli francuscy aeronauci Jean-François Pilâtre de Rozier i Pierre Romain.
- 1800 – Stolicą Stanów Zjednoczonych został Waszyngton.
- 1801 – Powstanie Taysonów w Wietnamie: opanowane przez powstańców miasto Huế zostało odbite przez wojska przyszłego cesarza Gia Longa.
- 1804 – Weszła w życie 12. poprawka do Konstytucji Stanów Zjednoczonych, precyzująca zasady wyboru prezydenta przez Kolegium Elektorów.
- 1808 – Wojna na Półwyspie Iberyjskim: rozpoczęło się francuskie oblężenie Saragossy.
- 1811 – Wojna angielsko-szwedzka: gen. Hampus Mörner na czele 140 ludzi zdławił bunt grupy chłopów z Klågerup w Skanii, którzy protestowali przeciwko poborowi rekrutów. Zginęło ok. 30 buntowników.
- 1825 – Położono kamień węgielny pod budowę Mostu Londyńskiego.
- 1834 – Rozpoczął się pogrom Żydów w Safedzie (Palestyna).
- 1836 – Arkansas jako 25. stan dołączyło do Unii.
- 1838 – Wojna domowa w Urugwaju: zwycięstwo rebeliantów w bitwie pod El Palmar.
- 1844 – Charles Goodyear opatentował metodę wulkanizacji kauczuku.
- 1854 – Josias Philip Hoffman został pierwszym prezydentem Wolnego Państwa Orania.
- 1855 – Zwodowano fregatę parową USS „Merrimack”.
- 1859 – Rozpoczęła się amerykańsko-brytyjska tzw. świńska wojna o graniczną wyspę San Juan w stanie Waszyngton.
- 1863 – Wojna secesyjna: zwycięstwo Konfederatów w II bitwie pod Wichester.
- 1866 – Niemiecki astronom Christian Peters odkrył planetoidę (88) Thisbe.
- 1877 – Henry Ossian Flipper został pierwszym w historii czarnoskórym absolwentem Akademii Wojskowej Stanów Zjednoczonych.
- 1879 – Odprawiono pierwsze nabożeństwo w będącej w trakcie budowy katedrze św. Kolmana w irlandzkim Cobh.
- 1888 – Wilhelm II Hohenzollern został cesarzem Niemiec i królem Prus.
- 1896 – 27 tysięcy osób zginęło w trzęsieniu ziemi na japońskiej wyspie Honsiu.
- 1898 – W USA założono Ligę Antyimperialistyczną.
- 1903 – Założono chilijski klub piłkarski CD Fernández Vial.
- 1904:
  - Pożar na statku spacerowym „General Slocum” na East River w Nowym Jorku spowodował śmierć 1021 osób, głównie kobiet i dzieci.
  - Wojna rosyjsko-japońska: zwycięstwo Japończyków w bitwie pod Delisi.
- 1905 – Przyszły król Szwecji Gustaw VI Adolf poślubił księżniczkę brytyjską Małgorzatę Connaught.
- 1908 – Założono niemiecki klub piłkarski FC Homburg.
- 1909 – Na ulice Czeskich Budziejowic wyjechały pierwsze tramwaje elektryczne.
- 1910 – Założono szwedzki klub piłkarski Kalmar FF.
- 1915 – We Włoszech założono zgromadzenie zakonne paulistek.
- 1917 – Móric Esterházy został premierem Królestwa Węgier.
- 1918 – I wojna światowa: rozpoczęła się bitwa nad Piawą.
- 1919:
  - W Irlandii zakończył się pierwszy nieprzerwany przelot Johna Alcocka i Arthura Whittena Browna przez Ocean Atlantycki.
  - Wojna domowa w Rosji: w obliczu klęski w bitwie o Donbas przeciwko Armii Ochotniczej, Front Ukraiński Armii Czerwonej został zlikwidowany: z 1 i 3 Ukraińskiej Armii Radzieckiej utworzono 12 Armię, a 2 Ukraińska Armia Radziecka weszła w skład 14 Armii (obie w składzie Frontu Południowego).
- 1920:
  - Uchwalono konstytucję Estonii.
  - W Palestynie powstała żydowska organizacja paramilitarna Hagana.
- 1921:
  - Amerykanka Bessie Coleman została pierwszą czarnoskórą osobą, która otrzymała licencję pilota.
  - Ustanowiono flagę Łotwy.
- 1924 – Édouard Herriot został premierem Francji.
- 1925 – Uczestnicy kierowanej przez Roalda Amundsena nieudanej wyprawy dwoma wodnosamolotami Dornier Do J na biegun północny, powrócili (po utracie jednej z maszyn) na Svalbard.
- 1926 – Mykolas Sleževičius został po raz trzeci premierem Litwy.
- 1928 – Uruchomiono komunikację tramwajową w ukraińskim Doniecku.
- 1932 – Wybuchła paragwajsko-boliwijska wojna o Chaco.
- 1934 – Na pograniczu stanów Karolina Północna i Tennessee utworzono Park Narodowy Great Smoky Mountains.
- 1935 – 14 osób zginęło, a 29 zostało rannych w zderzeniu dwóch pociągów osobowych w angielskim Welwyn Garden City.
- 1936:
  - Dokonano oblotu brytyjskiego myśliwca Vickers Wellington.
  - W wyniku wybuchu składu amunicji w Männiku w Estonii zginęły 63 osoby.
- 1937 – W Paryżu odbyła się premiera baletu Szach-mat Arthura Blissa.
- 1939 – U wybrzeży Indochin Francuskich zatonął francuski okręt podwodny „Phénix” wraz z całą, 71-osobową załogą.
- 1940:
  - Armia Czerwona zajęła Litwę.
  - Kampania francuska: rozpoczęła się ewakuacja wojsk alianckich z zachodniej Francji (operacja „Ariel“).
- 1941 – II wojna światowa w Afryce: rozpoczęła się aliancka odsiecz dla oblężonego Tobruku (operacja „Battleaxe”).
- 1944:
  - Bitwa o Atlantyk: u wybrzeży Norwegii brytyjski okręt podwodny HMS „Satyr”(inne języki) zatopił niemiecki okręt podwodny U-987, w wyniku czego zginęła cała, 53-osobowa załoga.
  - Wojna na Pacyfiku: rozpoczęły się walki o archipelag Marianów.
- 1945 – Założono czeskie studio Bratři v triku produkujące filmy animowane.
- 1948 – Antonín Zápotocký został premierem Czechosłowacji.
- 1949 – W Mińsku rozpoczął się proces członków Związku Walki o Niezależność Białorusi.
- 1954 – W Bazylei założono Unię Europejskich Związków Piłkarskich (UEFA).
- 1955 – W Jakucji odkryto jedno z największych na świecie złóż diamentów Trubka Udacznaja.
- 1960:
  - Dokonano oblotu radzieckiego śmigłowca Mi-10.
  - Premiera komedii filmowej Garsoniera w reżyserii Billy’ego Wildera.
- 1961 – Izraelskie linie lotnicze El Al uruchomiły stałe połączenie z Nowym Jorkiem.
- 1964 – Powstała skupiająca kraje rozwijające się Grupa 77.
- 1966 – Po raz pierwszy zaobserwowano rój meteorów Czerwcowe Lirydy.
- 1967 – Premiera filmu wojennego Parszywa dwunastka w reżyserii Roberta Aldricha.
- 1968 – Zwodowano atomowy okręt podwodny USS „Seahorse”.
- 1969:
  - Georges Pompidou wygrał w II turze wybory prezydenckie we Francji.
  - Rozegrano mecz Honduras–Salwador, casus belli późniejszej wojny futbolowej między oboma krajami.
- 1972 – W Wietnamie Południowym rozbił się należący do linii Cathay Pacific Convair 880 lecący z Singapuru do Hongkongu z międzylądowaniem w Bangkoku, w wyniku czego zginęło 81 osób (71 pasażerów i 10 członków załogi).
- 1974:
  - Gaston Thorn został premierem Luksemburga.
  - W rozegranym na Neckarstadion w Stuttgarcie swym pierwszym meczu grupowym na piłkarskich Mistrzostwach Świata Polska pokonała Argentynę 3:2.
- 1977:
  - Premiera filmu wojennego O jeden most za daleko w reżyserii Richarda Attenborough.
  - W Hiszpanii odbyły się pierwsze od śmierci gen. Francisco Franco wybory parlamentarne.
- 1978 – Został wystrzelony Sojuz 29 z czwartą udaną misją załogową na stację kosmiczną Salut 6.
- 1979 – Premiera filmu Rocky II w reżyserii Sylvestra Stallone.
- 1981 – Ukazał się debiutancki album brytyjskiej grupy Duran Duran pt. Duran Duran.
- 1982 – Podczas piłkarskich Mistrzostw Świata w Hiszpanii padł najwyższy rezultat w historii turniejów finałowych (Węgry-Salwador 10:1).
- 1985:
  - W Argentynie weszła do obiegu nowa waluta narodowa – austral.
  - W leningradzkim Ermitażu obraz Rembrandta Danae został oblany kwasem i pocięty nożem przez szaleńca.
  - W Tokio założone animacyjne Studio Ghibli.
- 1987 – W Chile miała miejsce operacja „Albania” (znana też jako „masakra w Boże Ciało”) podczas której agenci pinochetowskiej tajnej policji politycznej CNI zamordowali 12 osób.
- 1989 – Ukazał się debiutancki album amerykańskiej grupy Nirvana Bleach.
- 1991 – Na Filipinach wybuchł wulkan Pinatubo wyrzucając słup popiołów na wysokość 7 kilometrów.
- 1994:
  - Izrael i Watykan nawiązały pełne stosunki dyplomatyczne.
  - Premiera filmu animowanego Król lew.
- 1996 – 212 osób zostało rannych w wyniku dokonanego przez IRA zamachu bombowego w centrum Manchesteru.
- 1999:
  - Na Morzu Żółtym doszło do pierwszego od zawarcia rozejmu w wojnie koreańskiej w 1953 roku starcia morskiego z ofiarami śmiertelnymi, w wyniku którego okręty południowokoreańskie zatopiły północnokoreańską łódź patrolową.
  - Rudolf Schuster został prezydentem Słowacji.
- 2001:
  - Otwarto drogowy Tunel Folgefonn w Norwegii o długości 11 km 150 m.
  - Powstała Szanghajska Organizacja Współpracy.
- 2002 – Wystartowała MTV Rumunia.
- 2004 – Ivan Gašparovič został prezydentem Słowacji.
- 2006:
  - 64 osoby zginęły na Sri Lance w wyniku wybuchu miny pod autobusem.
  - Papież Benedykt XVI zwolnił 91-letniego kardynała Kazimierza Świątka ze stanowiska głowy Kościoła katolickiego na Białorusi.
- 2007:
  - Dokonano oblotu latającej cysterny i wojskowego samolotu transportowego Airbus A330 MRTT.
  - Salam Fajjad został premierem Autonomii Palestyńskiej.
- 2008 – Weszła w życie konstytucja Kosowa.
- 2009:
  - 7 osób zginęło w Teheranie w czasie zamieszek po sfałszowanych według opozycji wyborach prezydenckich z 12 czerwca.
  - Utworzono Park Narodowy „Rosyjska Arktyka”.
- 2010 – Wystrzelono załogowy statek kosmiczny Sojuz TMA-19.
- 2014:
  - 48 osób zginęło w wyniku ataku somalijskich islamistów na leżące nad Oceanem Indyjskim kenijskie miasto Mpeketoni.
  - Andrej Kiska został prezydentem Słowacji.
- 2019 – Zuzana Čaputová objęła, jako pierwsza kobieta, urząd prezydenta Słowacji.
- 2021 – Henri-Marie Dondra został premierem Republiki Środkowoafrykańskiej.
- 2023:
  - Marcel Ciolacu został premierem Rumunii.
  - Zainaugurował działalność Port lotniczy Braszów-Ghimbav w Rumunii.
- 2024 – Peter Pellegrini został prezydentem Słowacji.

## Urodzili się
- 1211 – Fryderyk II Bitny, książę Austrii i Styrii (zm. 1246)
- 1305 – Agnieszka, królewna czeska (zm. ?)
- 1330 – Edward (Czarny Książę), książę Walii (zm. 1376)
- 1397 – Paolo Uccello, włoski malarz (zm. 1475)
- 1448 – Aleksander Świrski, rosyjski święty mnich prawosławny (zm. 1533)
- 1479 – Lisa Gherardini, Włoszka prawdopodobnie pozująca do obrazu Leonarda da Vinci Mona Lisa (zm. 1542)
- 1519 – Henryk FitzRoy, angielski arystokrata, książę Richmond i Somerset (zm. 1536)
- 1542 – Richard Grenville, angielski korsarz, odkrywca (zm. 1591)
- 1558 – Andreas von Österreich, austriacki kardynał (zm. 1600)
- 1605 – Thomas Randolph, angielski poeta, dramaturg (zm. 1635)
- 1618 – (data chrztu) François Blondel, francuski architekt, matematyk (zm. 1686)
- 1622 – Christian Mentzel, niemiecki lekarz, botanik, orientalista, protosinolog (zm. 1701)
- 1636 – Charles de La Fosse, francuski malarz (zm. 1716)
- 1640 – Bernard Lamy, francuski matematyk (zm. 1715)[potrzebny przypis]
- 1664 – Jean Meslier, francuski duchowny katolicki, myśliciel (zm. 1729)
- 1690 – Jan Aleksander Lipski, polski duchowny katolicki, biskup krakowski, kardynał (zm. 1746)
- 1698 – Georg Browne, rosyjski feldmarszałek pochodzenia irlandzkiego (zm. 1792)
- 1706 – Johann Joachim Kändler, niemiecki rzeźbiarz, dekorator porcelany (zm. 1775)
- 1724 – Maria Franciszka Wittelsbach, księżna Palatynatu-Birkenfeld (zm. 1794)
- 1734 – Franciszek Vareilhe-Duteil, francuski jezuita, męczennik, błogosławiony (zm. 1792)
- 1740 – Wincenty Abraham, francuski duchowny katolicki, męczennik, błogosławiony (zm. 1792)
- 1744 – Siemion Woroncow, rosyjski dyplomata (zm. 1832)[potrzebny przypis]
- 1749 – Georg Joseph Vogler, niemiecki organista, kompozytor (zm. 1814)
- 1754 – Juan José Elhuyar, hiszpański chemik, mineralog (zm. 1796)
- 1755 – Antoine-François Fourcroy, francuski chemik (zm. 1809)
- 1763:
  - Gergely Berzeviczy, węgierski ekonomista, statystyk, socjolog (zm. 1822)
  - Issa Kobayashi, japoński autor haiku (zm. 1828)
  - Étienne-Gaspard Robert, belgijski fizyk, iluzjonista (zm. 1837)
- 1764 – Zygmunt Vogel, polski malarz, rysownik (zm. 1826)
- 1767 – Rachel Jackson, amerykańska pierwsza dama (zm. 1828)
- 1775:
  - Ludwik August Plater, polski szlachcic, polityk (zm. 1846)
  - Carlo Porta, włoski poeta (zm. 1821)
- 1784 – Józef Janasz, polski kupiec, przedsiębiorca pochodzenia żydowskiego (zm. 1868)
- 1793 – Mariano Egaña, chilijski prawnik, konstytucjonalista, polityk (zm. 1846)
- 1800 – Sámuel Brassai, węgierski językoznawca, filozof, przyrodnik (zm. 1897)[potrzebny przypis]
- 1801 – Carlo Cattaneo, włoski prawnik, polityk (zm. 1869)
- 1809:
  - Andon Bedros IX Hassoun, ormiański duchowny ormiańskokatolicki, arcybiskup koadiutor Stambułu, patriarcha Cylicji, kardynał (zm. 1884)
  - François Xavier Garneau, kanadyjski historyk, poeta, dziennikarz (zm. 1866)
- 1814:
  - Piotr Kobyliński, polski duchowny katolicki, działacz społeczny i niepodległościowy, historyk, publicysta, tłumacz (zm. 1896)
  - Pietro Lasagni, włoski kardynał (zm. 1885)
- 1815 – Hablot Knight Browne, brytyjski rytownik, ilustrator (zm. 1882)
- 1822 – Heinrich Frey, niemiecko-szwajcarski entomolog, lekarz, wykładowca akademicki (zm. 1890)
- 1823 – Henry Shelton Sanford, amerykański przedsiębiorca, dyplomata (zm. 1891)
- 1826 – Henryk Jarosław Clam-Martinic, czeski prawnik, urzędnik, szambelan CK monarchii (zm. 1887)
- 1827 – Lucylian Krynicki, polski prawnik, sędzia, polityk (zm. 1903)
- 1831 – Edward A. Stevenson, amerykański polityk (zm. 1895)
- 1833 – Theodor Meynert, niemiecki psychiatra, neuropatolog, neuronatom (zm. 1892)
- 1843:
  - Edvard Grieg, norweski kompozytor, pianista, dyrygent (zm. 1907)
  - Maria Klara od Dzieciątka Jezus, portugalska zakonnica, błogosławiona (zm. 1899)
- 1844 – Charlotte Despard, anglo-irlandzka sufrażystka, socjalistka, pacyfistka, aktywistka Sinn Féin, pisarka (zm. 1939)
- 1846 – Leon Biliński, polski ekonomista, polityk, minister skarbu (zm. 1923)
- 1848 – Grzegorz z Parumali, indyjski duchowny Syryjskiego Kościoła Ortodoksyjnego, biskup Niranam, święty (zm. 1902)
- 1850:
  - Bolesław Demel, polski chemik, numizmatyk (zm. 1913)
  - Ernst Schweninger, niemiecki lekarz (zm. 1924)
  - Charles Hazelius Sternberg, amerykański paleontolog amator (zm. 1943)
  - Đorđe Vajfert, serbski bankier, przedsiębiorca (zm. 1937)
- 1851 – Ernest Howard Griffiths, brytyjski fizyk, wykładowca akademicki (zm. 1932)
- 1852:
  - Oscar Caro, niemiecki przedsiębiorca pochodzenia żydowskiego (zm. 1931)
  - Daniel Burley Woolfall, brytyjski działacz piłkarski, prezydent FIFA (zm. 1918)
- 1854 – Modest Maryański, polski podróżnik, inżynier górnik, poszukiwacz metali szlachetnych, założyciel i właściciel kopalń, kolekcjoner, publicysta, działacz polonijny (zm. 1914)
- 1856:
  - Edward Channing, amerykański historyk, wykładowca akademicki (zm. 1931)
  - John Mosley Turner, brytyjski superstulatek (zm. 1968)
- 1859:
  - Tanemichi Aoyama, japoński lekarz, wykładowca akademicki (zm. 1917)
  - Arthur Heffter, niemiecki farmakolog, chemik (zm. 1925)
- 1861 – Ernestine Schumann-Heink, austriacka śpiewaczka operowa (kontralt) (zm. 1936)
- 1862:
  - Celestyn Józef Alonso Villar, hiszpański dominikanin, męczennik, błogosławiony (zm. 1936)
  - George Helmore, nowozelandzki rugbysta (zm. 1922)
- 1863 – Elise Rosalie Aun, estońska poetka, pisarka, tłumaczka (zm. 1932)
- 1865:
  - Buntarō Adachi, japoński anatom, antropolog (zm. 1945)
  - Paul Gilson, belgijski kompozytor, pedagog (zm. 1942)
- 1867 – Konstantin Balmont, rosyjski poeta (zm. 1942)
- 1868 – Amos Kasz, rosyjski strzelec sportowy (zm. 1948)
- 1869 – Tadeusz Garbowski, polski zoolog, filozof, pisarz, wykładowca akademicki (zm. 1940)
- 1870 – Maud Barger-Wallach, amerykańska tenisistka (zm. 1954)
- 1871 – William Hirons, brytyjski przeciągacz liny (zm. 1958)
- 1872:
  - Thomas Burgess, brytyjski pływak, piłkarz wodny (zm. 1950)
  - Johanna Gadski, niemiecka śpiewaczka operowa (sopran) (zm. 1932)
- 1874:
  - Jan Janiszowski, polski pułkownik piechoty (zm. 1940)
  - Comtesse de Kermel, francuska tenisistka (zm. 1955)
- 1875:
  - Witold Ostrowski, polski działacz społeczny, polityk, prezydent Krakowa (zm. 1942)
  - Isma’il Sidki, egipski polityk, premier Egiptu (zm. 1950)
  - Herman Smith-Johannsen, norweski narciarz, superstulatek (zm. 1987)
- 1876 – Nelson Annandale, szkocki zoolog, entomolog, antropolog (zm. 1924)
- 1878 – Margaret Abbott, amerykańska golfistka (zm. 1955)
- 1879:
  - Mustafa an-Nahhas, egipski prawnik, polityk, premier Egiptu (zm. 1965)
  - Ernst Schultz, duński lekkoatleta, sprinter (zm. 1906)
  - Henri Wallon, francuski psycholog, filozof, wykładowca akademicki (zm. 1962)
- 1880:
  - Fred B. Balzar, amerykański polityk, gubernator Nevady (zm. 1934)
  - Gustav Bredemann, niemiecki profesor botaniki i nauk rolniczych (zm. 1960)
  - Niels Bukh, duński instruktor wychowania fizycznego (zm. 1950)
  - Osami Nagano, japoński admirał (zm. 1947)
- 1882:
  - Ion Antonescu, rumuński marszałek, polityk, premier Rumunii (zm. 1946)
  - Piotr Maldonado Lucero, meksykański duchowny katolicki, święty (zm. 1937)
- 1883 – Henri Delaunay, francuski działacz piłkarski (zm. 1955)
- 1884 – Maria Weronika Masia Ferragut, hiszpańska klaryska kapucynka, męczennica, błogosławiona (zm. 1936)
- 1887:
  - Folke Johnson, szwedzki żeglarz sportowy (zm. 1962)
  - Harry Langdon, amerykański aktor, scenarzysta, reżyser, komik (zm. 1944)
  - Józef Oppenheim, polski narciarz, taternik, ratownik górski (zm. 1946)
- 1889:
  - Hans Piesch, austriacki polityk, samorządowiec (zm. 1966)
  - Ivan Sharpe, angielski piłkarz (zm. 1968)
  - Hans-Jürgen Stumpff, niemiecki generał Luftwaffe (zm. 1968)
- 1890:
  - Wilhelm Leuschner, niemiecki polityk, związkowiec, działacz antynazistowski (zm. 1944)
  - Adolf Polak, polski inżynier, konstruktor silników (zm. 1967)
- 1891:
  - Harry Hebner, amerykański pływak, piłkarz wodny (zm. 1968)
  - Jan Hrynkowski, polski malarz, grafik, scenograf (zm. 1971)
  - Wincenty Kacprzak, polski rolnik, polityk, poseł na Sejm RP (zm. 1947)
  - Władimir Pietlakow, radziecki konstruktor samolotów (zm. 1942)
  - Wacław Przesmycki, polski dyplomata (zm. 1973)
- 1892 – Keith Park, nowozelandzki pilot wojskowy, as myśliwski (zm. 1975)
- 1893 – Ignacy Casanovas Perramón, hiszpański prezbiter katolicki, męczennik, błogosławiony (zm. 1936)
- 1894 – Nikołaj Czebotariow, rosyjski matematyk (zm. 1947)
- 1896 – Aleksander Pereświet-Sołtan, polski oficer (zm. 1928)
- 1897 – Antonio Riberi, monakijski kardynał (zm. 1967)
- 1898:
  - Jan Gronkiewicz, polski robotnik, polityk, poseł na Sejm Ustawodawczy (zm. 1963)
  - Zdzisław Harlender, polski pilot, żołnierz, publicysta, pisarz polityczny (zm. 1939)
- 1899:
  - Michaił Parsegow, radziecki generał pułkownik (zm. 1964)
  - Gladys Tantaquidgeon, amerykańska działaczka społeczna pochodzenia indiańskiego (zm. 2005)
- 1900 – Otto Luening, amerykański kompozytor, dyrygent, pedagog pochodzenia niemieckiego (zm. 1996)
- 1901 – Étienne Piquiral, francuski rugbysta (zm. 1945)
- 1902:
  - Erik Erikson, amerykański psychoanalityk pochodzenia żydowskiego (zm. 1994)
  - Max Rudolf, niemiecki kompozytor (zm. 1995)[potrzebny przypis]
- 1903 – Victor Brauner, rumuński malarz, rzeźbiarz pochodzenia żydowskiego (zm. 1966)
- 1904 – Anna Mahler, austriacka rzeźbiarka (zm. 1988)
- 1905 – Eivar Widlund, szwedzki piłkarz, bramkarz (zm. 1968)
- 1906:
  - Léon Degrelle, belgijski polityk faszystowski, kolaborant (zm. 1994)
  - Leon Radzinowicz, polsko-brytyjski prawnik, kryminolog pochodzenia żydowskiego (zm. 1999)
- 1907:
  - Karol Krefft, kaszubski poeta (zm. 1995)
  - Władimir Ustinow, radziecki generał major, polityk, dyplomata (zm. 1971)
  - Abżan Żusupow, kazachski polityk komunistyczny (zm. 1986)
- 1908:
  - Sam Giancana, amerykański boss mafijny pochodzenia włoskiego (zm. 1975)
  - Lotte Scheimpflug, austriacka saneczkarka (zm. ?)
  - Francisco de Souza Ferreira, brazylijski piłkarz, trener (zm. 1987)
- 1910:
  - Vittore Catella, włoski inżynier, polityk, działacz piłkarski (zm. 2000)
  - Sulajman Farandżijja, libański polityk, prezydent Libanu (zm. 1992)
  - David Rose, amerykański autor tekstów piosenek, kompozytor, aranżer, pianista, dyrygent pochodzenia żydowskiego (zm. 1990)
- 1911:
  - Cwi Ajalon, izraelski generał major (zm. 1993)
  - Joseph Alcazar, francuski piłkarz pochodzenia algierskiego (zm. 1979)
  - Zofia Jeżewska, polska pisarka, reportażystka, podróżniczka, autorka słuchowisk (zm. 1995)
  - Chryzostom (Vojinović), serbski biskup prawosławny (zm. 1989)
- 1912 – Lucjan Masłocha, polski porucznik żeglugi wielkiej, członek duńskiego ruchu oporu (zm. 1945)
- 1913:
  - Józef Pisarski, polski bokser (zm. 1986)
  - Alfredo Vignale, włoski projektant samochodów, przedsiębiorca (zm. 1969)
  - Harry Voigt, niemiecki lekkoatleta, sprinter (zm. 1986)
- 1914:
  - Jurij Andropow, radziecki polityk, dyplomata, szef KGB, sekretarz generalny KPZR, przewodniczący Prezydium Rady Najwyższej ZSRR (zm. 1984)
  - Saul Steinberg, amerykański grafik, karykaturzysta pochodzenia rumuńsko-żydowskiego (zm. 1999)
- 1915:
  - Thomas Huckle Weller, amerykański pediatra, bakteriolog, laureat Nagrody Nobla (zm. 2008)
  - Szelomo Szamir, izraelski generał major (zm. 2009)
- 1916:
  - Gene Force, amerykański kierowca wyścigowy (zm. 1983)
  - Alexandre Noghes, monakijski tenisista (zm. 1999)
  - Herbert Simon, amerykański ekonomista, socjolog, laureat Nagrody Banku Szwecji im. Alfreda Nobla w dziedzinie ekonomii (zm. 2001)
  - Susanne von Almassy, austriacka aktorka (zm. 2009)
- 1917:
  - John Fenn, amerykański chemik, laureat Nagrody Nobla (zm. 2010)
  - Wendell Wyatt, amerykański polityk (zm. 2009)
- 1918 – François Tombalbaye, czadyjski polityk, pierwszy prezydent Czadu (zm. 1975)
- 1919:
  - Antonina Garnuszewska, polska artystka fotograf (zm. 2018)
  - Paul Joseph Phạm Đình Tụng, wietnamski duchowny katolicki, arcybiskup Hanoi, kardynał (zm. 2009)
  - Mario Revollo Bravo, kolumbijski duchowny katolicki, arcybiskup metropolita Bogoty, kardynał (zm. 1995)
- 1920:
  - John Addey, brytyjski astrolog (zm. 1982)
  - Keith Andrews, amerykański kierowca wyścigowy (zm. 1957)
  - Amy Clampitt, amerykańska poetka (zm. 1994)[potrzebny przypis]
  - Władysław Gędłek, polski piłkarz (zm. 1954)
  - Anna Kopeć, polska rolniczka, Sprawiedliwa wśród Narodów Świata (zm. 2018)
  - Alberto Sordi, włoski aktor, reżyser filmowy (zm. 2003)
  - Józef Zuj, polski technik-rolnik, polityk poseł na Sejm PRL (zm. 2000)
- 1921 – Jan Wilkowski, polski reżyser, aktor, lalkarz (zm. 1997)
- 1922:
  - Jaki Byard, amerykański pianista i kompozytor jazzowy (zm. 1999)
  - Tadeusz Fijałkowski, polski żużlowiec (zm. 1992)
- 1923:
  - Erland Josephson, szwedzki aktor (zm. 2012)
  - Ninian Stephen, australijski prawnik, gubernator generalny Australii (zm. 2017)
- 1924:
  - Władysław Kozłowski, polski aktor (zm. 1980)
  - Włodzimierz Lejczak, polski górnik, polityk, minister (zm. 2004)
  - Ezer Weizman, izraelski polityk, prezydent Izraela (zm. 2005)
- 1925:
  - Andrzej Bieńkowski, polski poeta, dziennikarz, satyryk, uczestnik powstania warszawskiego (zm. 2017)
  - Philip Carey, amerykański aktor (zm. 2009)
  - Witold Lipski, polski ekonomista, polityk, poseł na Sejm PRL (zm. 1998)
  - Anna Proszkowska, polska aktorka i reżyserka lalkowa (zm. 2019)
- 1926:
  - Carlyle Guimarães Cardoso, brazylijski piłkarz, trener (zm. 1982)
  - Michał Janiszewski, polski generał dywizji (zm. 2016)
  - Herschell Gordon Lewis, amerykański reżyser i producent filmowy (zm. 2016)
- 1927:
  - Witold Bień, polski ekonomista, bankowiec, polityk, prezes NBP (zm. 2018)
  - Raul Nicolau Gonsalves, indyjski duchowny katolicki, arcybiskup Goa i Daman (zm. 2022)
  - Ibn e Insha, pakistański poeta (zm. 1978)
  - Hasan Gemici, turecki zapaśnik (zm. 2001)
  - Hugo Pratt, włoski autor komiksów (zm. 1995)
  - Andrzej Wróblewski, polski malarz, krytyk i historyk sztuki (zm. 1957)
- 1928:
  - Irenäus Eibl-Eibesfeldt, austriacki zoolog, wykładowca akademicki (zm. 2018)
  - Benedykt Zientara, polski historyk, mediewista, wykładowca akademicki (zm. 1983)
- 1929:
  - Omar Borrás, urugwajski trener lekkoatletyki, piłki nożnej, pływania i koszykówki, wykładowca akademicki (zm. 2022)
  - Alojzy Karkoszka, polski polityk, minister budownictwa i przemysłu materiałów budowlanych, wicepremier (zm. 2001)
  - Tadeusz Łoposzko, polski historyk (zm. 1994)
  - Lotfi Mansouri, amerykański reżyser operowy pochodzenia irańskiego (zm. 2013)
  - Witold Niedźwiecki, polski pisarz, reportażysta (zm. 2005)
- 1930:
  - Alfred Borkowski, polski pulmonolog, pisarz, działacz społeczny (zm. 2012)
  - Elisabeth Branäs, szwedzka curlerka (zm. 2010)
  - Zbigniew Kwaśny, polski historyk
  - Marcel Pronovost, kanadyjski hokeista (zm. 2015)
- 1931:
  - Witold Białobrzewski, polski rolnik, polityk, poseł na Sejm RP
  - Jerzy Chromik, polski lekkoatleta, długodystansowiec (zm. 1987)
  - Richard Hanifen, amerykański duchowny katolicki, biskup Colorado Springs
  - Tadeusz Taworski, polski inżynier zootechnik, samorządowiec, działacz społeczny (zm. 2021)
- 1932:
  - Mario Cuomo, amerykański polityk (zm. 2015)
  - Asnoldo Devonish, wenezuelski lekkoatleta, trójskoczek (zm. 1997)
  - Aleksandra Jasińska-Kania, polska socjolog
  - Paschal Topno, indyjski duchowny katolicki, biskup Ambikapur, arcybiskup Bhopal (zm. 2025)
- 1933:
  - Sergio Endrigo, włoski piosenkarz (zm. 2005)
  - Mark Jones, angielski piłkarz (zm. 1958)
  - Fu’ad al-Mubazza, tunezyjski prawnik, ekonomista, polityk, mer Tunisu, minister młodzieży i sportu, p.o. prezydenta Tunezji (zm. 2025)
- 1934:
  - Jan Berdyszak, polski rzeźbiarz, malarz, scenograf, grafik (zm. 2014)
  - Jan Kopyto, polski lekkoatleta, oszczepnik
  - Stefan Kwoczała, polski żużlowiec (zm. 2019)
  - Mikel Laboa, hiszpański piosenkarz (zm. 2008)
- 1935:
  - Belinda Lee, brytyjska aktorka (zm. 1961)
  - Roman Samsel, polski pisarz, tłumacz, biblista, krytyk literacki (zm. 2003)
- 1936:
  - Claude Brasseur, francuski aktor (zm. 2020)
  - Jan Byrczek, polski kontrabasista jazzowy (zm. 2019)
  - Mieczysław Kwiecień, polski duchowny zielonoświątkowy, biblista, kaznodzieja (zm. 2020)
  - William Levada, amerykański duchowny katolicki, arcybiskup Portlandu i San Francisco, kardynał (zm. 2019)
- 1937:
  - Curtis Cokes, amerykański bokser (zm. 2020)
  - Félix del Blanco Prieto, hiszpański duchowny katolicki, arcybiskup, nuncjusz apostolski, jałmużnik papieski (zm. 2021)
  - Anna Hazare, indyjski działacz społeczny
  - Waylon Jennings, amerykański gitarzysta i wokalista country (zm. 2002)
- 1938:
  - Antanas Bagdonavičius, litewski wioślarz (zm. 2024)
  - Tony Oxley, brytyjski perkusista jazzowy (zm. 2023)
  - Jesús Pereda, hiszpański piłkarz (zm. 2011)
  - Jorge Rivero, meksykański aktor
  - Billy Williams, amerykański baseballista
- 1939:
  - Walerij Bułyszew, rosyjski lekkoatleta, średniodystansowiec (zm. 2013)
  - Anatolij Kim, rosyjski prozaik, dramaturg, tłumacz pochodzenia koreańskiego
  - Rosa Nissán, meksykańska pisarka pochodzenia sefardyjskiego
- 1940:
  - Ken Fletcher, australijski tenisista (zm. 2006)
  - Aron Kincaid, amerykański aktor dubbingowy (zm. 2011)
  - Georges Korm, libański ekonomista, prawnik, historyk, wykładowca akademicki, polityk, minister finansów (zm. 2024)
- 1941:
  - Janusz Bazydło, polski historyk, publicysta, działacz opozycji antykomunistycznej
  - Hagen Kleinert, niemiecki fizyk teoretyczny
  - Harry Nilsson, amerykański piosenkarz, kompozytor, pianista, gitarzysta (zm. 1994)
  - Essy Persson, szwedzka aktorka
- 1942:
  - Jacek Mierosławski, polski operator filmowy[potrzebny przypis]
  - Peter Norman, australijski lekkoatleta, sprinter (zm. 2006)
- 1943:
  - Anna Członkowska, polska lekarz, neurolog, profesor nauk medycznych
  - Johnny Hallyday, francuski piosenkarz, kompozytor, aktor (zm. 2017)
  - Poul Nyrup Rasmussen, duński polityk, premier Danii
  - Muff Winwood, brytyjski basista, kompozytor, producent muzyczny, członek The Spencer Davis Group
- 1944:
  - Alan Blinston, brytyjski lekkoatleta, długodystansowiec
  - Christopher Dowling, maltański pływak, piłkarz wodny (zm. 2022)
  - Inna Ryskal, radziecka siatkarka
  - Walancin Wialiczka, białoruski ekonomista, polityk, dyplomata (zm. 2018)
- 1945:
  - Piotr Garlicki, polski aktor
  - Józef Gąsienica Daniel, polski narciarz, kombinator norweski (zm. 2008)
  - Robert Sarah, gwinejski kardynał
  - Amos Sawyer, liberyjski polityk, prezydent Liberii (zm. 2022)
- 1946:
  - Jo Bonfrère, holenderski piłkarz, trener
  - Noddy Holder, brytyjski gitarzysta, wokalista, członek zespołu Slade
  - Jack Horner, amerykański paleontolog
  - Antonio Roldán, meksykański bokser (zm. 1974)
  - Demis Roussos, grecki piosenkarz (zm. 2015)
- 1947:
  - Alain Aspect, francuski fizyk, wykładowca akademicki, laureat Nagrody Nobla
  - John Brisker, amerykański koszykarz (zm. 1978)
  - Beniamino Pizziol, włoski duchowny katolicki, biskup Vicenzy
  - Władimir Romanow, litewski bankier pochodzenia rosyjskiego
- 1948:
  - Cesare Damiano, włoski związkowiec, polityk
  - Alan Huckle, brytyjski administrator kolonialny
  - Michał Kulesza, polski prawnik (zm. 2013)
  - Henry McLeish, szkocki polityk, pierwszy minister Szkocji
- 1949:
  - Simon Callow, brytyjski aktor
  - Stanisław Iwan, polski inżynier, polityk, senator RP, wojewoda lubuski
  - Tadeusz Kośka, polski geodeta
  - Ryszard Nieścieruk, polski trener żużla (zm. 1995)
  - Simone Rethel, niemiecka aktorka
  - Rick Rosenthal, amerykański aktor, reżyser i producent filmowy
  - Monika Sołubianka, polska aktorka
  - Jim Varney, amerykański aktor (zm. 2000)
  - Pierre Vimont, niemiecki dyplomata, urzędnik państwowy
- 1950:
  - Ivan Golac, serbski piłkarz, trener
  - Ewa Krauze, polska kostiumografka
  - Lakshmi Mittal, indyjski przedsiębiorca, miliarder
  - Charles Palmer-Buckle, ghański duchowny katolicki, arcybiskup Akry
  - Jup Weber, luksemburski polityk, eurodeputowany (zm. 2021)
- 1951:
  - Álvaro Colom, gwatemalski polityk, prezydent Gwatemali (zm. 2023)
  - John Redwood, brytyjski polityk
  - Johan Remkes, holenderski polityk, wicepremier, burmistrz Hagi
  - Todd Tiahrt, amerykański polityk
  - Jan Tulik, polski poeta, prozaik, dramaturg, eseista, publicysta
  - Steve Welsh, amerykański wokalista, klawiszowiec, członek zespołu Kansas
- 1952:
  - Dirceu, brazylijski piłkarz (zm. 1995)
  - Anastase Murekezi, rwandyjski polityk, premier Rwandy
  - John Toll, amerykański operator filmowy
- 1953:
  - Vilma Bardauskienė, litewska lekkoatletka, skoczkini w dal
  - Georges Colomb, francuski duchowny katolicki, biskup La Rochelle
  - Marek Hok, polski lekarz, polityk, poseł na Sejm RP
  - Slavoljub Muslin, serbski piłkarz, trener
  - Klaus Mysen, norweski zapaśnik
  - Xi Jinping, chiński polityk, przewodniczący ChRL, sekretarz generalny KPCh
- 1954:
  - Daniał Achmetow, kazachski polityk, premier Kazachstanu
  - James Belushi, amerykański aktor, komik, muzyk
  - Dietmar Geilich, niemiecki bokser
  - Larry Ross, nowozelandzki żużlowiec
  - Zdeňka Šilhavá, czeska lekkoatletka, kulomiotka i dyskobolka
  - Beverley Whitfield, australijska pływaczka (zm. 1996)
- 1955:
  - Julie Hagerty, amerykańska aktorka
  - Arnold Orowae, papuaski duchowny katolicki, biskup Wabag (zm. 2024)
  - Michael Schudrich, polsko-amerykański naczelny rabin Polski
  - Paul Rusesabagina, rwandyjski dyrektor hoteli, działacz przeciwko aktom ludobójstwa
- 1956:
  - Henryk Gołębiewski, polski aktor niezawodowy
  - Linda Haglund, szwedzka lekkoatletka, sprinterka (zm. 2015)
  - Ryszard Jastrzębski, polski rolnik, samorządowiec, działacz sportowy, polityk, poseł na Sejm RP
  - Janusz Paczocha, polski samorządowiec, urzędnik państwowy, prezydent Bytomia
  - Wiesław Pawluk, polski sztangista (zm. 2015)
  - Bernie Shaw, kanadyjski wokalista, członek zespołu Uriah Heep
  - Véronique Trinquet, francuska florecistka
- 1957:
  - Jerzy Gwizdała, polski ekonomista, samorządowiec, wiceprezydent Gdańska (zm. 2023)
  - Maxi Jazz, brytyjski wokalista, członek zespołu Faithless (zm. 2022)
  - André Mba Obame, gaboński polityk (zm. 2015)
  - Tomasz Raczek, polski krytyk filmowy, publicysta, wydawca, autor programów telewizyjnych i radiowych
- 1958:
  - Wade Boggs, amerykański baseballista
  - Lans Bovenberg, holenderski ekonomista, wykładowca akademicki[potrzebny przypis]
  - Riccardo Paletti, włoski kierowca wyścigowy (zm. 1982)
- 1959:
  - Alan Brazil, szkocki piłkarz
  - Eileen Davidson, amerykańska aktorka, modelka
  - Krzysztof Debich, polski samorządowiec, burmistrz Kutna, starosta kutnowski
  - Paul Etienne, amerykański duchowny katolicki, arcybiskup koadiutor Seattle
  - Aleksandr Fominych, rosyjski szachista, trener
  - Aleksandrs Golubovs, łotewski lekarz, polityk pochodzenia rosyjskiego (zm. 2010)
  - Zuzana Hofmannová, czeska taterniczka, alpinistka (zm. 2012)
  - Eija-Riitta Korhola, fińska polityk
  - Piotr Pawłowski, polski kajakarz, kanadyjkarz
  - Baselios Cleemis Thottunkal, indyjski kardynał, zwierzchnik Kościoła syromalankarskiego
  - Lenka Vymazalová, czeska hokeistka na trawie
- 1960:
  - Marieke van Doorn, holenderska hokeistka na trawie
  - Kim Yeong-nam, południowokoreański zapaśnik
  - Michèle Laroque, francuska aktorka
  - João Inácio Müller, brazylijski duchowny katolicki, biskup Loreny
- 1961:
  - Laurent Cantet, francuski reżyser, scenarzysta i operator filmowy (zm. 2024)
  - Jim Hanks, amerykański aktor
  - Mariusz Kułakowski, polski malarz, pedagog
- 1962:
  - Piotr Duda, polski związkowiec, przewodniczący NSZZ „Solidarność”
  - Cynthia Ligeard, nowokaledońska polityk
  - Chris Morris, brytyjski satyryk, scenarzysta, reżyser, aktor
  - Jerzy Taczała, polski siatkarz, trener
- 1963:
  - Marina Aziabina, rosyjska lekkoatletka, płotkarka
  - Helen Hunt, amerykańska aktorka
  - Igor Paklin, rosyjski lekkoatleta, skoczek wzwyż
  - Blanca Portillo, hiszpańska aktorka
  - Scott Rockenfield, amerykański perkusista, członek zespołu Queensrÿche
  - Paul Shipton, brytyjski pisarz, twórca literatury dziecięcej
  - Shirley Thomas, brytyjska lekkoatletka, sprinterka
  - Nigel Walker, brytyjski lekkoatleta, płotkarz
- 1964:
  - Courteney Cox, amerykańska aktorka
  - Gu Sang-bum, południowokoreański piłkarz
  - Michael Laudrup, duński piłkarz, trener
  - Pavel Ploc, czeski skoczek narciarski
- 1965:
  - Władysław Balakowicz, polski hokeista
  - Annelies Bredael, belgijska wioślarka
  - Bogdan Kalus, polski aktor
  - Karim Masimow, kazachski polityk, premier Kazachstanu
  - Carrie Mitchum, amerykańska aktorka
- 1966:
  - Alain Gouaméné, iworyjski piłkarz, bramkarz
  - Waldina Paz, honduraska dziennikarka, polityk
  - Daniel Pinchbeck, amerykański pisarz, publicysta
  - Renata Putzlacher-Buchtová, polska poetka, pisarka, tłumaczka, publicystka
  - Raimonds Vējonis, łotewski polityk, prezydent Łotwy
- 1967:
  - Marzena Domaros, polska dziennikarka, skandalistka
  - Jolanta Kondratowicz-Pozorska, polska ekonomistka (zm. 2018)
  - Maciej Lasek, polski inżynier lotniczy, polityk, poseł na Sejm RP
  - Pawieł Muslimow, rosyjski biathlonista
- 1968:
  - Klaus Ofner, austriacki kombinator norweski
  - Jeff Becerra, amerykański basista, wokalista, członek zespołu Possessed
  - Károly Güttler, węgierski pływak
  - Adam Rapp, amerykański prozaik, dramaturg, scenarzysta, reżyser, muzyk
  - Oh Dal-su, południowokoreański aktor
- 1969:
  - Ice Cube, amerykański producent muzyczny, raper, aktor, producent filmowy
  - Oliver Kahn, niemiecki piłkarz, bramkarz
  - Cédric Pioline, francuski tenisista
- 1970:
  - Pepijn Aardewijn, holenderski wioślarz
  - Alicja Boncol, polska piosenkarka country
  - Janie Eickhoff, amerykańska kolarka torowa
  - Ambroży (Jermakow), rosyjski biskup prawosławny
  - Jason Lyons, australijski żużlowiec
  - Leah Remini, amerykańska aktorka, scenarzystka i producentka telewizyjna pochodzenia włosko-austriackiego
  - Thomas Rudolph, niemiecki saneczkarz
  - Žan Tabak, chorwacki koszykarz, trener
  - Toshimasa Yoshioka, japoński kolarz torowy
- 1971:
  - José Luis Arrieta, hiszpański kolarz szosowy
  - Piet Blank, niemiecki didżej, producent muzyczny, członek duetu Blank & Jones[potrzebny przypis]
  - Jake Busey, amerykański aktor, producent filmowy
  - Daniel Lapaine, australijski aktor
  - Franci Petek, słoweński skoczek narciarski, działacz sportowy, dziennikarz
  - Nenad Sakić, serbski piłkarz, trener
  - Zlatomir Zagorčić, bułgarski piłkarz, trener pochodzenia serbskiego
- 1972:
  - Andrij Mochnyk, ukraiński inżynier, polityk
  - Poppy Montgomery, australijska aktorka
  - Lianne Nelson, amerykańska wioślarka
  - Andy Pettitte, amerykański baseballista
  - Dorota Serwa, polska muzykolog, menedżer kultury
- 1973:
  - Tore André Flo, norweski piłkarz
  - Neil Patrick Harris, amerykański aktor, piosenkarz, iluzjonista
  - Anna Jadowska, polska reżyserka, scenarzystka i scenografka filmowa
  - Beata Skura, polska piłkarka ręczna
- 1974:
  - Marzio Bruseghin, włoski kolarz szosowy
  - Cho Ho-sung, południowokoreański kolarz torowy i szosowy
  - Marek Haczyk, polski kierowca rajdowy, kaskader, spadochroniarz, płetwonurek
  - Drew Neilson, kanadyjski snowboardzista
  - Manuela Riegler, austriacka snowboardzistka
  - Henrik Rósa, węgierski piłkarz
  - Niklas Skoog, szwedzki piłkarz
  - Ettiene Smit, południowoafrykański rugbysta, strongman
- 1975:
  - C.J. Brown, amerykański piłkarz
  - Dewiq, indonezyjska piosenkarka, kompozytorka, autorka tekstów
  - Bruno Marioni, argentyński piłkarz
  - Elizabeth Reaser, amerykańska aktorka
  - Erik Tomáš, słowacki prezenter telewizyjny, polityk
- 1976:
  - Fabão, brazylijski piłkarz
  - Ervin Fakaj, albański piłkarz
  - Melina Hamilton, nowozelandzka lekkoatletka, tyczkarka
  - Martín Hidalgo, peruwiański piłkarz
  - Paul Hutsch, niemiecki didżej, producent muzyczny
  - Gabriel Iglesias, amerykański komik, aktor pochodzenia meksykańskiego
  - Paweł Laidler, polski prawnik, politolog, amerykanista, wykładowca akademicki
  - Gary Lightbody, północnoirlandzki muzyk, wokalista, autor tekstów, członek zespołu Snow Patrol
  - Aleksandar Martinović, serbski polityk
  - Lucio Wagner, bułgarski piłkarz pochodzenia brazylijskiego
  - Bartosz Walasek, polski piłkarz ręczny
- 1977:
  - Borixon, polski raper, autor tekstów, producent muzyczny
  - Michael Doleac, amerykański koszykarz
  - Gilbert Khunwane, botswański bokser
  - Anna Kowalczuk, rosyjska aktorka
  - Brice Tirabassi, francuski kierowca rajdowy
  - Ivan Vrba, czeski kolarz torowy
  - Jakub Wiśniewski, polski politolog, dyplomata, urzędnik państwowy
- 1978:
  - Wilfred Bouma, holenderski piłkarz
  - Jermaine Hue, jamajski piłkarz
  - Arif Khan Joy, banglijski piłkarz
  - Myriam Motteau, francuska wspinaczka sportowa
  - Mohamed Muizzu, malediwski polityk, prezydent Malediwów
  - Graydon Oliver, amerykański tenisista
- 1979:
  - Vadim Guigolaev, rosyjsko-francuski zapaśnik
  - Julija Nieściarenka, białoruska lekkoatletka, sprinterka
  - Christian Rahn, niemiecki piłkarz
  - Kenneth Scicluna, maltański piłkarz
  - Małgorzata Wysocka, polska kolarka szosowa
  - Gabriela Zoană, rumuńska prawnik, polityk
- 1980:
  - Christopher Castile, amerykański aktor
  - Iker Romero, hiszpański piłkarz ręczny
- 1981:
  - Marcus Cleverly, duński piłkarz ręczny, bramkarz
  - Monika Götz, niemiecka lekkoatletka, tyczkarka
  - Helena Horká, czeska siatkarka
  - Billy Martin, amerykański gitarzysta, członek zespołu Good Charlotte
  - John Paintsil, ghański piłkarz
  - René Peters, luksemburski piłkarz
  - Emma Snowsill, australijska triathlonistka
  - Jordi Vilasuso, kubańsko-amerykański aktor
  - Marcin Wojciechowski, polski dziennikarz radiowy
- 1982:
  - Atli Gregersen, farerski piłkarz
  - Mamadi Kaba, gwinejski piłkarz
  - Pavel Solomin, uzbecki piłkarz
  - Berit Wiacker, niemiecka bobsleistka
- 1983:
  - Derek Anderson, amerykański futbolista
  - Mads Korneliussen, duński żużlowiec
  - Robert Kostecki, polski hokeista
  - Ines Lutz, niemiecka aktorka
  - Monika Pawłowska, polska polityk, poseł na Sejm RP
- 1984:
  - Amber Coffman, amerykańska wokalistka, członkini zespołu Dirty Projectors
  - Eva Hrdinová, czeska tenisistka
  - Tim Lincecum, amerykański baseballista
  - Maksym Poliszczuk, ukraiński kolarz szosowy i torowy
  - Hugo Sánchez Jr., meksykański piłkarz (zm. 2014)
  - Dmytro Zabirczenko, ukraiński koszykarz, trener
- 1985:
  - Nadine Coyle, brytyjska wokalistka, członkini zespołu Girls Aloud
  - Ene Franca Idoko, nigeryjska lekkoatletka, sprinterka
  - Francois Louw, południowoafrykański rugbysta
  - Leilani Mitchell, amerykańsko-australijska koszykarka
  - D.J. Strawberry, amerykański koszykarz
- 1986:
  - Ołeksandr Areszczenko, ukraiński szachista
  - Małgorzata Cieśla, polska siatkarka
  - Salah Mejri, tunezyjski koszykarz
  - Dawid Ogrodnik, polski aktor
  - Stoya, amerykańska aktorka pornograficzna
- 1987:
  - Mingo Bile, angolski piłkarz
  - Ani Mijačika, chorwacka tenisistka
  - Vüqar Nadirov, azerski piłkarz
  - Rohullah Nikpai, afgański taekwondzista
  - Eduardo Núñez, dominikański baseballista
  - Alexandra Sontheimer, niemiecka kolarka torowa
- 1988:
  - Paulus Arajuuri, fiński piłkarz
  - Irma, kameruńska piosenkarka
  - Jennie Johansson, szwedzka pływaczka
- 1989:
  - Robin Backhaus, niemiecki pływak
  - Peter Kennaugh, brytyjski kolarz torowy i szosowy
  - Alex Puccio, amerykańska wspinaczka sportowa
  - Hasan Rahimi, irański zapaśnik
  - Teddy Tamgho, francuski lekkoatleta, trójskoczek pochodzenia kameruńskiego
- 1990:
  - Aleksandra Adamska, polska aktorka, tancerka
  - Martin Hansen, duński piłkarz
  - Natalia Janoszek, polska aktorka niezawodowa i celebrytka
  - Puji Lestari, indonezyjska wspinaczka sportowa
  - Denzel Whitaker, amerykański aktor, raper, kompozytor
- 1991:
  - Aleksandra Drejgier, polska kolarka torowa
  - Katarzyna Fetlińska, polska poetka
  - Travis Jankowski, amerykański baseballista
  - Valtteri Moren, fiński piłkarz
- 1992:
  - Kristie Ahn, amerykańska tenisistka
  - Mohamed Salah, egipski piłkarz
  - Dafne Schippers, holenderska lekkoatletka, sprinterka i wieloboistka
  - Marielle Thompson, kanadyjska narciarka dowolna
- 1993:
  - Kanna Arihara, japońska wokalistka, członkini zespołu Cute
  - Matej Buovac, chorwacki koszykarz
  - Sayouba Mandé, iworyjski piłkarz, bramkarz
  - Carolina Marín, hiszpańska badmintonistka
- 1994:
  - Julia Adamowicz, polska koszykarka
  - Alice Englert, australijska aktorka
  - Lee Kiefer, amerykańska florecistka pochodzenia filipińskiego
  - Kateryna Tabasznyk, ukraińska lekkoatletka, skoczkini wzwyż
  - Stephanie Talbot, australijska koszykarka
- 1995:
  - Erick Gutiérrez, meksykański piłkarz
  - Jegor Kluka, rosyjski siatkarz pochodzenia białoruskiego
  - Tahnee Seagrave, brytyjska kolarka górska
  - Kōsei Tanaka, japoński bokser
- 1996:
  - Aliyu Audu Abubakar, nigeryjski piłkarz
  - Aurora, norweska piosenkarka
  - Oskar Jaśkiewicz, polski hokeista
  - Patrycja Skórzewska, polska lekkoatletka, wieloboistka
- 1997:
  - Albert Guðmundsson, islandzki piłkarz
  - Andrea Vergani, włoski pływak
- 1998:
  - Anna Bodasińska, polska siatkarka
  - Moussa Djenepo, malijski piłkarz
  - Hachim Mastour, marokański piłkarz
  - Wiktoria Pikulik, polska kolarka
  - Aleksandr Samarin, rosyjski łyżwiarz figurowy
- 1999 – Daan Heymans, belgijski piłkarz
- 2000:
  - Jérémie Makiese, belgijski piosenkarz, piłkarz pochodzenia kongijskiego
  - Konrad Pilitowski, polski piłkarz ręczny
- 2001:
  - Lucile Morat, francuska skoczkini narciarska
  - Axel Salas, meksykański zapaśnik
- 2002:
  - Enis Destan, turecki piłkarz
  - Kārlis Ozoliņš, łotewski tenisista
- 2004 – Jewison Bennette, kostarykański piłkarz
- 2005:
  - Michał Gawenda, polski lekkoatleta, tyczkarz
  - Alona Kanyszewa, rosyjska łyżwiarka figurowa
  - Michella Nassisi, polska koszykarka
- 2006 – Mawadda Hamdun, egipska zapaśniczka
- 2014 – Amalia Bourbon-Parma, luksemburska księżniczka

## Zmarli
- 923 – Robert I, król zachodniofrankijski (ur. ok. 865)
- 948 – Roman I Lekapen, cesarz bizantyński (ur. 870)
- 991 – Teofano, księżniczka bizantyńska, cesarzowa rzymsko-niemiecka (ur. 956)
- 1073 – Go-Sanjō, cesarz Japonii (ur. 1034)
- 1081 – (lub 1086) Bernard z Menthon, włoski zakonnik, święty (ur. ok. 996)
- 1123 – Eustachy Grenier, jerozolimski baron, łaciński lord Sydonu i Jerycha, konetabl i regent Królestwa Jerozolimskiego (ur. ?)
- 1184 – Magnus V, król Norwegii (ur. 1156)
- 1189 – Yoshitsune Minamoto, japoński siogun (ur. 1159)
- 1197 – Henryk Brzetysław, książę Czech, biskup praski (ur. ?)
- 1246 – Fryderyk II, książę Austrii i Styrii (ur. 1211)
- 1337 – Angelus Clarenus, włoski franciszkanin, heretyk (ur. ok. 1255)
- 1341 – Andronik III Paleolog, cesarz bizantyński (ur. 1297)
- 1361 – Johannes Tauler, niemiecki dominikanin, teolog, mistyk (ur. 1301)
- 1381 – Wat Tyler, angielski przywódca rewolty ludowej (ur. 1341)
- 1383 – Jan VI Kantakuzen, cesarz bizantyński (ur. 1292)
- 1453 – Zofia Witoldówna, księżniczka litewska, wielka księżna moskiewska (ur. ok. 1375)
- 1467 – Filip III Dobry, książę Burgundii (ur. 1396)
- 1474 – Gabriel von Baysen, pruski szlachcic, wojewoda chełmiński (ur. ?)
- 1505 – Herkules I d’Este, książę Ferrary i Modeny (ur. 1431)
- 1524 – Niccolò Fieschi, włoski kardynał (ur. 1456)
- 1545 – Elżbieta Habsburżanka, królowa Polski (ur. 1526)
- 1558 – Piotr Boratyński, polski szlachcic, polityk (ur. 1509)
- 1587 – Fryderyk II, książę szlezwicko-holsztyński na Gottorp (ur. 1568)
- 1614 – Henry Howard, angielski arystokrata, polityk (ur. 1540)
- 1618 – Krzysztof Kazimirski, polski duchowny katolicki, biskup kijowski (ur. ?)
- 1642:
  - Pietro Maria Borghese, włoski kardynał (ur. 1599)
  - Józef (Kurcewicz), rosyjski biskup prawosławny (ur. ?)
- 1664 – Bonifazio Graziani, włoski kompozytor (ur. 1605)[potrzebny przypis]
- 1706:
  - Ferdinand Bonaventura von Harrach, austriacki arystokrata, dyplomata (ur. 1637)
  - Kazimierz Antoni Sanguszko, polski szlachcic, polityk (ur. 1677)
- 1717 – Fabrizio Spada, włoski kardynał (ur. 1643)
- 1724 – Henry Sacheverell, brytyjski duchowny anglikański, kaznodzieja (ur. 1674)
- 1734 – Giovanni Ceva, włoski matematyk (ur. 1647)
- 1735 – Efraim Oloff, niemiecki duchowny luterański, uczony (ur. 1685)
- 1772 – Louis-Claude Daquin, francuski kompozytor pochodzenia żydowskiego (ur. 1694)
- 1785 – Jean-François Pilâtre de Rozier, francuski nauczyciel chemii i fizyki, jeden z pionierów baloniarstwa (ur. 1754)
- 1793 – Antoni Onufry Okęcki, polski duchowny katolicki, biskup poznański, kanclerz wielki koronny (ur. 1729)
- 1814 – Charles Palissot de Montenoy, francuski dramaturg (ur. 1730)
- 1816 – Leopold Heinrich von Goltz, pruski dyplomata (ur. 1745)
- 1829 – Therese Huber, niemiecka pisarka (ur. 1764)
- 1831 – Aleksander Stanisław Bniński, polski hrabia, polityk (ur. 1783)
- 1834 – Wiktor Koczubej, rosyjski arystokrata, dyplomata, polityk, wolnomularz (ur. 1768)
- 1835 – Bonawentura Niemojowski, polski ziemianin, prawnik, polityk (ur. 1787)
- 1849 – James Polk, amerykański polityk, prezydent USA (ur. 1795)
- 1854 – Raffaele Fornari, włoski kardynał, nuncjusz apostolski (ur. 1787)
- 1858 – Ary Scheffer, francuski malarz, rytownik, ilustrator pochodzenia holenderskiego (ur. 1795)
- 1860 – Juan Antonio Ribera, hiszpański malarz (ur. 1779)
- 1861 – Robert Froriep, niemiecki anatom (ur. 1804)
- 1870 – Władysław Hieronim Sanguszko, polski książę, ziemianin, polityk (ur. 1803)
- 1872 – Adam Józef Potocki, polski polityk galicyjski (ur. 1822)
- 1877 – Caroline Norton, brytyjska poetka, działaczka na rzecz praw kobiet (ur. 1808)
- 1880 – Kazimierz Glinka-Janczewski, polski profesor i popularyzator leśnictwa (ur. 1799)
- 1886 – Alojzy Maria Palazzolo, włoski duchowny katolicki, błogosławiony (ur. 1827)
- 1888 – Fryderyk III Hohenzollern, król Prus, cesarz Niemiec (ur. 1831)
- 1889 – Mihai Eminescu, rumuński poeta, nowelista, dziennikarz (ur. 1850)
- 1890 – Hermann Friedrich Krummacher, niemiecki teolog protestancki (ur. 1828)
- 1893 – Ferenc Erkel, węgierski kompozytor (ur. 1810)
- 1894 – Valentine Ball, irlandzki geolog (ur. 1843)
- 1895:
  - Nikołaj Bunge, rosyjski ekonomista, wykładowca akademicki, polityk (ur. 1823)
  - Richard Genée, niemiecki kompozytor i librrcista operetkowy (ur. 1823)
  - Zygmunt Strusiewicz, polski agronom, wykładowca akademicki (ur. ok. 1838)
- 1899 – Richard Parks Bland, amerykański polityk (ur. 1835)
- 1900 – Barbara Cui Lian, chińska męczennica i święta katolicka (ur. 1849)
- 1901 – Tadeusz Chromecki, polski duchowny katolicki, uczestnik powstania styczniowego (ur. 1836)
- 1902 – Stanisław Sittenfeld, polsko-francuski szachista pochodzenia żydowskiego (ur. 1865)
- 1905:
  - Carl Wernicke, niemiecki psychiatra, neurolog (ur. 1848)
  - Hermann von Wissmann, niemiecki badacz Afryki (ur. 1853)
- 1907 – William Le Baron Jenney, amerykański architekt, inżynier wojskowy (ur. 1832)
- 1909 – Bolesław Łaszczyński, polski malarz (ur. 1842)
- 1914 – Lodewijk Thomson, holenderski major, polityk (ur. 1869)
- 1915:
  - Josif Bageri, albański poeta, dziennikarz, działacz narodowy (ur. 1868)
  - Nathaniel Barnaby, brytyjski inżynier, konstruktor okrętów (ur. 1829)
  - Eugène Jansson, szwedzki malarz (ur. 1862)
- 1916 – Augusto Parades Lutowski, wenezuelski generał broni, inżynier, polityk pochodzenia polskiego (ur. 1852)
- 1917:
  - Kristian Birkeland, norweski naukowiec (ur. 1867)
  - Friedrich Robert Helmert, niemiecki geodeta (ur. 1843)
- 1919 – Francesco Gnecchi, włoski malarz, numizmatyk (ur. 1847)
- 1920 – Franciszek Daćko, polski szeregowy (ur. 1901)
- 1921 – Bolesław Kamil Orłowski, polski romanista, wykładowca akademicki (ur. 1887)
- 1922:
  - Howard Crampton, amerykański aktor (ur. 1865)
  - Frederick William Sanderson, brytyjski pedagog, reformator edukacji (ur. 1857)
- 1923:
  - Leon Biliński, polski ekonomista, wykładowca akademicki, polityk, minister skarbu (ur. 1846)
  - Józef Seidenbeutel, polski malarz pochodzenia żydowskiego (ur. 1894)
  - Aleksander Sochaczewski, polski malarz pochodzenia żydowskiego (ur. 1843)
  - Jan Stur, polski poeta, krytyk i teoretyk literatury (ur. 1895)
- 1926 – Józef Bieliński, polski lekarz (ur. 1848)
- 1927 – Ottavio Bottecchia, włoski kolarz szosowy (ur. 1894)
- 1929 – Ray Keech, amerykański kierowca wyścigowy (ur. 1900)
- 1930 – Louis-Lucien Klotz, francuski polityk pochodzenia żydowskiego (ur. 1868)
- 1931 – Albertyna Berkenbrock, brazylijska męczennica, błogosławiona (ur. 1919)
- 1932 – Donald Maclean, brytyjski polityk (ur. 1864)
- 1934:
  - Alfred Bruneau, francuski kompozytor, wiolonczelista, krytyk muzyczny (ur. 1857)
  - Bronisław Pieracki, polski oficer dyplomowany, polityk, poseł na Sejm RP, minister spraw wewnętrznych, wicepremier (ur. 1895)
- 1936 – Josef Matzura, niemiecki nauczyciel, urzędnik państwowy, historyk, archiwista, krajoznawca, regionalista (ur. 1851)
- 1938 – Ernst Ludwig Kirchner, niemiecki malarz, grafik (ur. 1880)
- 1940 – Jacques Mairesse, francuski piłkarz (ur. 1905)
- 1941:
  - Eugeniusz Dąbrowiecki, polski generał dywizji (ur. 1861)
  - Otfrid Foerster, niemiecki neurolog (ur. 1873)
  - Stanisław August Thugutt, polski polityk, działacz ruchu ludowego, publicysta (ur. 1873)
- 1942:
  - Hans Dammann, niemiecki rzeźbiarz (ur. 1867)
  - Wiera Figner, rosyjska działaczka ruchu narodnickiego (ur. 1852)
- 1943 – Władysław Jóźwicki, polski urzędnik, żołnierz AK (ur. 1918)
- 1944:
  - Werner Henke, niemiecki oficer marynarki wojennej (ur. 1909)
  - Antoni Ratajczak, polski działacz ruchu robotniczego (ur. 1903)
- 1945:
  - Carl Gustaf Ekman, szwedzki polityk, premier Szwecji (ur. 1872)
  - Franz Kauffmann, niemiecki psychiatra, wykładowca akademicki (ur. 1889)
  - Albert Mensdorff-Pouilly-Dietrichstein, austriacki hrabia, dyplomata (ur. 1861)
  - Tadeusz Sieradzki, polski działacz komunistyczny, żołnierz GL i AL, funkcjonariusz UBP (ur. 1922)
- 1946 – Arvid Mörne, fiński pisarz szwedzkojęzyczny (ur. 1846)
- 1949 – Maria (Komstadius), rosyjska mniszka prawosławna (ur. 1874)
- 1950:
  - William Harris, nowozelandzki rugbysta (ur. 1876)
  - Jewgienij Jegorow, radziecki generał-major, kolaborant (ur. 1891)
- 1952:
  - Władimir Albicki, rosyjski astronom (ur. 1891)
  - Jakob Jud, szwajcarski językoznawca, romanista, wykładowca akademicki (ur. 1882)
  - Zofia Kirkor-Kiedroniowa, polska działaczka społeczna (ur. 1872)
  - Krystyna Skarbek, polska agentka brytyjskiej tajnej służby SOE, wywiadowczyni SIS pochodzenia żydowskiego (ur. 1908)
- 1955:
  - Roman Gineyko, polski malarz (ur. 1892)
  - Ernest Greenwood, amerykański polityk (ur. 1884)
- 1959:
  - Kazimierz Bein, polski okulista, esperantysta, tłumacz (ur. 1872)
  - Antoni Eugeniusz Dzierzbicki, polski malarz, ilustrator, plakacista (ur. 1887)
  - Sergiusz (Kostin), rosyjski biskup prawosławny (ur. 1885)
- 1960:
  - Zygmunt Kittel, polski działacz niepodległościowy, uczestnik powstania wielkopolskiego, starosta gnieźnieński (ur. 1877)
  - Jerzy Koszutski, polski kolarz torowy, kompozytor, aranżer, dyrygent, pianista, założyciel Chóru Juranda (ur. 1905)
- 1961 – Giulio Cabianca, włoski kierowca wyścigowy (ur. 1923)
- 1962:
  - Eugeniusz Baziak, polski duchowny katolicki, arcybiskup metropolita lwowski i krakowski (ur. 1890)
  - Alfred Cortot, francusko-szwajcarski pianista, dyrygent (ur. 1877)
- 1964 – Schuyler Carron, amerykański bobsleista (ur. 1921)
- 1965:
  - Harry Babcock, amerykański lekkoatleta, tyczkarz (ur. 1890)
  - Steve Cochran, amerykański aktor (ur. 1917)
- 1966 – Vicente Rojo Lluch, hiszpański generał (ur. 1894)
- 1968:
  - Wes Montgomery, amerykański gitarzysta jazzowy (ur. 1925)
  - Leo Nielsen, duński kolarz szosowy (ur. 1909)
- 1970:
  - Henri Queuille, francuski polityk, premier Francji (ur. 1884)
  - Archibald Sinclair, brytyjski polityk (ur. 1890)
  - Stanisław Sołdek, polski stoczniowiec, przodownik pracy (ur. 1916)
- 1971:
  - Fuad Abdurahmanov, azerski rzeźbiarz (ur. 1915)
  - Wendell Meredith Stanley, amerykański chemik, laureat Nagrody Nobla (ur. 1904)
  - Thomas Thould, brytyjski piłkarz wodny (ur. 1886)
  - Ants Vaino, estoński kierowca wyścigowy (ur. 1940)
- 1972:
  - Ewa Cieszyńska, polska architekt (ur. 1923)
  - Siergiej Mariachin, radziecki generał (ur. 1911)
  - Zygmunt Novák, polski architekt krajobrazu (ur. 1897)
- 1973 – Leon Kamaszewski, polski działacz komunistyczny, oficer GL (ur. 1907)
- 1974 – Olimpia Swianiewiczowa, polska nauczycielka, badaczka folkloru w twórczości A. Mickiewicza (ur. 1902)
- 1977 – Pinchas Burstein, polski malarz, grafik pochodzenia żydowskiego (ur. 1927)
- 1979:
  - Juan Arremón, urugwajski piłkarz, trener (ur. 1899)
  - Bogumił Zwolski, polski historyk (ur. 1910)
- 1980 – Sergio Pignedoli, włoski kardynał (ur. 1910)
- 1982 – Art Pepper, amerykański saksofonista jazzowy (ur. 1925)
- 1983 – Mario Casariego, gwatemalski duchowny katolicki, arcybiskup metropolita Gwatemali, kardynał (ur. 1909)
- 1984 – Ned Glass, amerykański aktor (ur. 1906)
- 1985 – Andy Stanfield, amerykański lekkoatleta, sprinter (ur. 1927)
- 1988:
  - Czesław Czerniawski, polski pisarz, publicysta (ur. 1925)
  - Henryk Guzek, polski aktor operetkowy (ur. 1922)
  - Klemens Vismara, włoski misjonarz, apostoł Birmy, błogosławiony (ur. 1897)
- 1990 – Ryszard Cieślak, polski aktor, reżyser teatralny, pedagog (ur. 1937)
- 1991 – Arthur Lewis, brytyjski ekonomista, laureat Nagrody Banku Szwecji im. Alfreda Nobla w dziedzinie ekonomii (ur. 1915)
- 1992:
  - Jean Aerts, belgijski kolarz szosowy i torowy (ur. 1907)
  - Leo Halle, holenderski piłkarz, bramkarz (ur. 1906)
  - Roque Olsen, argentyński piłkarz, trener (ur. 1925)
- 1993:
  - John Connally, amerykański polityk (ur. 1917)
  - James Hunt, brytyjski kierowca wyścigowy (ur. 1947)
  - Béla Sárosi, węgierski piłkarz, trener (ur. 1919)
- 1994 – Guglielmo Giaquinta, włoski Sługa Boży (ur. 1914)
- 1995:
  - John Vincent Atanasoff, amerykański inżynier-informatyk pochodzenia bułgarskiego (ur. 1903)
  - Salomon Belis-Legis, polski literat, poeta, krytyk literacki, dziennikarz pochodzenia żydowskiego (ur. 1907)
- 1996:
  - Allenby Chilton, angielski piłkarz (ur. 1918)
  - Ella Fitzgerald, amerykańska wokalistka jazzowa (ur. 1917)
  - Raymond Salles, francuski wioślarz (ur. 1920)
- 1997 – Edmond Leburton, belgijski polityk, premier Belgii (ur. 1915)
- 1998:
  - Hartmut Boockmann, niemiecki historyk (ur. 1934)
  - Suzanne Eisendieck, niemiecka malarka (ur. 1906)
  - Keith Newton, angielski piłkarz (ur. 1941)
  - Anton van Wilderode, flamandzki duchowny katolicki, prozaik, poeta, tłumacz, scenarzysta (ur. 1918)
- 1999 – Leszek Molenda, polski siatkarz (ur. 1953)
- 2000 – Grigorij Gorin, rosyjski dramaturg (ur. 1940)[potrzebny przypis]
- 2001:
  - Michaił Głuzski, rosyjski aktor, pedagog (ur. 1918)
  - Julius Juzeliūnas, litewski kompozytor (ur. 1916)
  - Václav Měřička, czeski falerysta, pisarz (ur. 1916)
- 2002:
  - Said Belqola, marokański sędzia piłkarski (ur. 1956)
  - Choi Hong-hi, południowokoreański generał, twórca taekwondo (ur. 1918)
  - Ahmed Hegazi, egipski aktor (ur. 1935)
- 2003:
  - Hume Cronyn, amerykański aktor pochodzenia brytyjskiego (ur. 1911)
  - Johnny Miles, kanadyjski lekkoatleta, maratończyk (ur. 1905)[potrzebny przypis]
  - Alberto Pigaiani, włoski sztangista (ur. 1928)
- 2004 – Lech Kalinowski, polski historyk sztuki (ur. 1920)
- 2005 – Suzanne Flon, francuska aktorka (ur. 1918)
- 2006:
  - Betty Curtis, włoska piosenkarka (ur. 1936)
  - Ján Langoš, słowacki polityk (ur. 1946)
- 2007:
  - Hugo Corro, argentyński bokser (ur. 1953)
  - Kees Krijgh, holenderski piłkarz (ur. 1921)
- 2008:
  - Robert Mroziewicz, polski historyk, dyplomata, polityk (ur. 1942)
  - Walter Netsch, amerykański architekt (ur. 1920)
  - Stan Winston, amerykański nadzorca efektów specjalnych (ur. 1946)
- 2009:
  - Allan King, kanadyjski reżyser filmowy i dokumentalny (ur. 1930)
  - Henryk Lewczuk, polski żołnierz AK, polityk, poseł na Sejm RP (ur. 1923)
  - Grzegorz Wójtowicz, polski ekonomista (ur. 1947)
- 2010:
  - Bekim Fehmiu, albański aktor (ur. 1936)
  - Charles Hickcox, amerykański pływak (ur. 1947)
  - Jurij Illenko, ukraiński reżyser i operator filmowy (ur. 1936)
  - Andrzej Sroka, polski pułkownik, funkcjonariusz SB i UOP (ur. 1937)
- 2011:
  - Stanisław Fita, polski historyk literatury (ur. 1932)
  - Bill Haast, amerykański biolog (ur. 1910)
- 2012:
  - George Kerr, jamajski lekkoatleta, sprinter (ur. 1937)
  - Stefan Stuligrosz, polski dyrygent, kompozytor, założyciel chóru chłopięcego Poznańskie Słowiki (ur. 1920)
- 2013:
  - Heinz Flohe, niemiecki piłkarz (ur. 1948)
  - José Froilán González, argentyński kierowca wyścigowy (ur. 1922)
  - Jelena Iwaszczenko, rosyjska judoczka (ur. 1984)
  - Adam Pernal, polski pianista, kompozytor, członek kabaretu Potem (ur. 1963)
  - Maria Surowiak-Wolczyńska, polska tancerka baletowa, choreografka (ur. 1932)
  - Kenneth G. Wilson, amerykański fizyk teoretyczny, laureat Nagrody Nobla (ur. 1936)
- 2014:
  - Andriej Charłow, rosyjski szachista (ur. 1968)
  - Andrzej Hudziak, polski aktor (ur. 1955)
  - Casey Kasem, amerykański aktor (ur. 1932)
  - Daniel Keyes, amerykański pisarz (ur. 1927)
- 2015:
  - Żanna Friske, rosyjska aktorka, piosenkarka (ur. 1974)
  - Kirk Kerkorian, amerykański miliarder pochodzenia ormiańskiego (ur. 1917)
  - Antoni Siluk, polski generał brygady (ur. 1929)
  - Josef Topol, czeski dramaturg, prozaik, tłumacz (ur. 1935)
- 2016:
  - Lois Duncan, amerykańska pisarka (ur. 1934)
  - Jarosław Mikołajewicz, polski prawnik (ur. 1964)
- 2017:
  - Aleksiej Batałow, rosyjski aktor, reżyser filmowy (ur. 1928)
  - Gustaw Bujok, polski skoczek narciarski (ur. 1937)
- 2018:
  - Marek Gędek, polski medioznawca, historyk, dziennikarz, poeta (ur. 1965)
  - Jerzy Kolecki, polski malarz, działacz kulturalny (ur. 1925)
  - Rita Marko, albańska polityk komunistyczna (ur. 1920)
  - Matt Murphy, amerykański gitarzysta bluesowy (ur. 1929)
- 2019:
  - Wilhelm Holzbauer, austriacki architekt (ur. 1930)
  - Franco Zeffirelli, włoski reżyser, kostiumograf i scenarzysta filmowy, polityk (ur. 1923)
- 2020:
  - Marinho, brazylijski piłkarz (ur. 1957)
  - Anton Schlembach, niemiecki duchowny katolicki, biskup Spiry (ur. 1932)
  - Moikom Zeqo, albański archeolog, dziennikarz, poeta, polityk, minister kultury, sportu i turystyki (ur. 1949)
- 2021:
  - Yves Dassonville, francuski ekonomista, polityk, Wysoki Komisarz Nowej Kaledonii (ur. 1948)
  - Paul Alois Lakra, indyjski duchowny katolicki, biskup Gumla (ur. 1955)
  - Zbigniew Nikodemski, polski klawiszowiec, członek grupy Rezerwat (ur. 1954)
  - Hieronim Rybicki, polski historyk, wykładowca akademicki (ur. 1925)
  - Władimir Szatałow, rosyjski pilot wojskowy, kosmonauta (ur. 1927)
  - Lily Weiding, duńska aktorka (ur. 1924)
- 2022:
  - Robert Dumontois, francuski wioślarz (ur. 1941)
  - Jerzy Jackl, polski historyk literatury, teatrolog, wykładowca akademicki, działacz opozycji antykomunistycznej (ur. 1933)
  - Osman Kraja, albański matematyk, wykładowca akademicki, dyplomata (ur. 1930)
  - Jan Slaski, polski historyk literatury polskiej, wykładowca akademicki (ur. 1934)
- 2023:
  - James Hardy, australijski przedsiębiorca, żeglarz sportowy (ur. 1932)
  - Glenda Jackson, brytyjska aktorka (ur. 1936)
  - Gordon McQueen, szkocki piłkarz, trener (ur. 1952)
  - Zofia Melechówna, polska aktorka (ur. 1926)
  - Bohdan Urbankowski, polski poeta, eseista, filozof (ur. 1943)
- 2024:
  - Dżad Allah Azzuz at-Talhi, libijski polityk, minister spraw zagranicznych, premier Libii (ur. 1939)
  - Murlidhar Chandrakant Bhandare, indyjski polityk, gubernator stanu Orisa (ur. 1928)
  - Kevin Campbell, angielski piłkarz (ur. 1970)
  - Józef Czaja, polski inżynier, geodeta, kartograf, profesor nauk technicznych (ur. 1943)
  - Janusz Gołaski, polski geodeta, kartograf, profesor nauk technicznych (ur. 1929)
  - Sławomir Gurny, polski lekkoatleta, długodystansowiec (ur. 1964)
  - Matija Šarkić, czarnogórski piłkarz (ur. 1997)
  - Zofia Wilczyńska, polska nauczycielka, polityk, poseł na Sejm RP (ur. 1942)
  - Freddy Willockx, belgijski ekonomista, samorządowiec, polityk, eurodeputowany (ur. 1947)
- 2025 – Krystyna Palmowska, polska alpinistka, himalaistka (ur. 1948)